# Rubeus Hagrid
Rubeus Hagrid is een personage uit de Harry Potterboeken van J.K. Rowling.
De naam Hagrid komt van het Oudengelse woord 'hagridden', wat betekent: 'een nacht vol nachtmerries'.
In Harry Potter en de Vuurbeker werd bekend dat Hagrid een halfreus is, zijn moeder was de reuzin Fridwulfa, zij verliet Hagrids tovenaarsvader toen hij een jaar of drie was. Hagrid heeft een halfbroer, een reus genaamd Groemp. Omdat reuzen een slechte reputatie hebben (ze zijn vreselijk agressief en ze waren aanhangers van Heer Voldemort), houdt Hagrid het feit dat hij voor de helft een reus is het liefst geheim.
Hoewel hij er ongelofelijk woest uitziet (hij is ruim 3,5 meter lang: 12 voet), heeft Hagrid een heel gemoedelijke persoonlijkheid en kan hij erg emotioneel worden.
In de boeken is hij een trouwe volger van Albus Perkamentus en zijn ideeën, verscheidene malen valt hij iemand aan wanneer die iets slechts zegt over Perkamentus.
Hagrid was een leerling van Zweinsteins Hogeschool voor Hekserij en Hocus-Pocus tegelijk met Marten Vilijn (Voldemort). Hagrids eerste schooljaar was in 1940-1941. Rowling heeft in een interview verklaard dat Hagrid bij Griffoendor zat. In zijn derde jaar werd Hagrid van school gestuurd nadat hij was betrapt op het bezit van een gevaarlijke Acromantula. Deze overtreding, die op zich al een ernstig misdrijf is, werd nog verergerd doordat veel mensen dachten dat dit "het Monster van Zwadderich" was. Ze waren ervan overtuigd dat Hagrid hem had bevrijd uit de Geheime Kamer en daarmee, opzettelijk of per ongeluk, verantwoordelijk was voor de verstening van meerdere leerlingen, en minimaal één dode. Dit (onjuiste) geloof werd aangemoedigd door Vilijn, de daadwerkelijke misdadiger, die het echte Monster (een basilisk) had gebruikt om leerlingen van dreuzelafkomst ("dreuzeltelgen") aan te vallen. Door deze aanvallen moest de school gesloten worden.
Na zijn verbanning van Zweinstein werd Hagrids eikenhouten toverstaf doormidden gebroken en werd hem verboden magie te gebruiken. Echter, schoolhoofd Armando Wafelaar gaf toestemming, op aandringen van Albus Perkamentus (leraar Transfiguratie in die tijd), om Hagrid op te leiden als terreinknecht.
Hagrid bewaart de stukken van zijn toverstaf in een roze paraplu, waardoor hij kleine spreuken kan uitvoeren.
Tegen de tijd dat Harry leerling is van Zweinstein, is Hagrid sleutelbewaarder en jachtopziener.

## In de boeken

### Harry Potter en de Steen der Wijzen
Hoewel Harry Potter al vanaf zijn geboorte tovenaars en heksen kent, in de eerste plaats zijn ouders, heeft hij dit nog nooit bewust meegemaakt. Hagrid is de eerste tovenaar die Harry in levenden lijve ontmoet. Hagrid is ook degene die Harry na de eerste ondergang van Voldemort uit het huis aan de Halvemaanstraat heeft gered en met zijn motorfiets (van Sirius Zwarts) naar het huis van zijn oom en tante heeft gebracht. Hier stonden Perkamentus en Anderling (voor Perkamentus' komst in Faunaat-vorm, een cyperse kat) te wachten om Harry bij zijn oom en tante af te leveren zodat hij veilig kon opgroeien. Hierbij maakte Anderling duidelijk dat ze Hagrid niet zo'n belangrijke taak zou toevertrouwen. Perkamentus stelde haar gerust en zei dat hij Hagrid zijn leven zou toevertrouwen. Hagrid is degene die Harry op diens elfde verjaardag komt ophalen en hem vertelt dat hij een tovenaar is. Hij gaat samen met hem naar de Wegisweg om spullen te kopen die hij op Zweinstein nodig heeft.
In het eerste jaar neemt Hagrid een draak, Norbert. Het blijkt echter onmogelijk om de draak te houden en de draak wordt naar Charlie Wemel, een broer van Ron Wemel, in Roemenië gestuurd.
Hij geeft Harry een fotoalbum met foto's van zijn ouders.

### Harry Potter en de Geheime Kamer
Harry Potter, Ron Wemel en Hermelien Griffel komen erachter dat Hagrid onterecht van school werd gestuurd en zijn toverstaf in tweeën is gebroken. Er zou namelijk een meisje vermoord zijn door een huisdier van Hagrid: Aragog, een grote Acromantula. Het bleek echter dat Marten Vilijn de schuldige was. Hij had immers de Geheime Kamer geopend en de basilisk vrijgelaten die kinderen van dreuzelouders vermoordde, zoals Jammerende Jenny, het meisje dat destijds vermoord werd. Ook al raakte de onschuld van Hagrid pas jaren later bekend, toch mocht Hagrid van Albus Perkamentus op school blijven als terreinknecht, wat enigszins zijn trouw aan Perkamentus verklaart.
Na de tweede opening van de Geheime Kamer werd Hagrid hier nogmaals van beschuldigd en werd hij naar Azkaban, de tovenaarsgevangenis, gestuurd. Aan het eind van het schooljaar wordt hij vrijgelaten, omdat hij toch onschuldig was.

### Harry Potter en de Gevangene van Azkaban
In het derde boek wordt Hagrid professor voor het vak Verzorging van Fabeldieren. Harry, Ron en Hermelien volgen dit vak. Hagrid komt in de problemen wanneer Draco Malfidus wordt aangevallen door de Hippogrief Scheurbek, nadat Malfidus Scheurbek getreiterd had. Door de macht van de vader van Draco, Lucius Malfidus, op het Ministerie van Toverkunst wordt besloten Scheurbek terecht te stellen. Scheurbek wordt ter dood veroordeeld. Dit zou gedaan worden door Vleeschhouwer, een voormalige Dooddoener. Scheurbek weet echter met de hulp van Harry en Hermelien te ontkomen en vlucht samen met Sirius Zwarts de bergen in en verblijft daar in een grot.

### Harry Potter en de Vuurbeker
In het vierde boek wordt Hagrid verliefd op Madame Mallemour, het schoolhoofd van Beauxbatons, een Franse toverschool. Daar komen we te weten dat zijn moeder een beruchte reuzin was (Fridwulfa), getrouwd met een tovenaar. Daardoor is hij ook ongeveer drie keer zo groot als een normale, volwassen man: Hagrid is een halfreus. Hagrid krijgt nog ruzie met Mallemour, die niet wil toegeven dat ze zelf ook een halfreus is. Het feit dat Hagrid een halfreus is, is voer voor de roddeljournaliste Rita Pulpers, die een poging doet Hagrid weg te krijgen als leraar op Zweinstein. Onder andere met de hulp van Harry, Ron en Hermelien, maar ook met de hulp van Albus Perkamentus, blijft Hagrid aan als leraar.

### Harry Potter en de Orde van de Feniks
In het vijfde boek gaat Hagrid in de zomervakantie samen met Madame Mallemour op zoek naar de reuzen. Hij heeft zelfs zijn halfbroer Groemp meegesmokkeld naar het Verboden Bos achter de school. Deze halfbroer, een volreus, zorgt voor problemen. Hagrid wordt meerdere malen door zijn halfbroer aangevallen en heeft continu fysieke verwondingen. Het blijkt dat Hagrid bij de Orde van de Feniks zit, een orde die strijdt tegen de Dooddoeners en Voldemort.

### Harry Potter en de Halfbloed Prins
Aan het begin van het zesde boek is Hagrid boos op Harry, Hermelien en Ron omdat ze zijn vak, Verzorging van Fabeldieren, niet meer volgen voor hun P.U.I.S.T.. Wanneer ze hem hierover doorvragen, blijkt dat het niet goed gaat met Aragog, de spin, die later in het boek sterft. Hagrid wil niet geloven dat Perkamentus vermoord is door Severus Sneep.
Aan het eind vecht hij tegen de Dooddoeners. Ook redt hij  Muil uit zijn huisje nadat dat in brand is gestoken door Waldemar Bijlhout.

### Harry Potter en de Relieken van de Dood
Hagrid komt al vrij vroeg in het zevende boek voor, het is zijn taak om Harry door middel van Sirius' vliegende motor veilig naar het huis van de ouders van Nymphadora Tops te voeren.
Hij is aanwezig op de verjaardag van Harry (hij geeft hem een tasje van mollenvel waar een bezwering over is uitgesproken waardoor er oneindig veel spullen in kunnen) en ook op de bruiloft van Bill Wemel en Fleur Delacour, waar hij nog voor enige opschudding zorgt door niet op de magisch vergrote stoel te gaan zitten, maar op een rij andere stoelen die onder zijn gewicht bezwijken. Ook krijgt hij ruzie met een paar Dooddoeners omdat hij een 'hoera-voor-Harryfeestje' hield. Hagrid komt verder in het boek niet veel voor, behalve aan het eind tijdens de Slag om Zweinstein, waarin hij actief meevecht. Hier weet hij Walter Vleeschhouwer uit te schakelen tijdens de laatste schermutselingen, door hem tegen de muur te gooien, waardoor de openstaande rekening vereffend is.
Ten tijde van de epiloog werkt hij nog steeds op Zweinstein, hij is dan 89 jaar, dit heeft hij te danken aan de lange levensduur van reuzen.

## Huisdieren
Hagrid heeft een voorliefde voor allerlei verschrikkelijke monsters en andere dieren, zoals draken, maar ook de minder gevaarlijke Hippogriefen. Zo heeft Hagrid een wolfshond, Muil, maar is hij allergisch voor katten. In deel één had Hagrid een tijdje een draak, Norbert, de Noorse Bultrug, gehad. Ook was de driekoppige hond, Pluisje, die de ingang naar de Steen der Wijzen bewaakte, van Hagrid. Toen Hagrid zelf op school zat, had hij een Acromantula, Aragog, als huisdier. Aragog woonde in het Verboden Bos, samen met zijn familie. In het zesde boek overleed Aragog en is hij door Hagrid in het pompoenveldje achter zijn huis begraven. Ook heeft hij Schroeistaartige Skreeften gefokt.